# Ō̧
Cette page contient des caractères spéciaux ou non latins. S’ils s’affichent mal (▯, ?, etc.), consultez la page d’aide Unicode.
Ō̧ (minuscule : ō̧), appelé O macron cédille, est un graphème et une lettre additionnelle de l’alphabet latin utilisée pour la translitération du grec. Elle est composée d’un O, d’une cédille et d’un macron.

## Utilisation
Le ō̧ est utilisé par certains auteurs comme translitération latin de l’oméga iota souscrit ‹ ῳ › grec.
La Bibliothèque nationale de France l’utilise notamment dans la romanisation du grec suivant la ISO 843 dans son catalogue.

## Représentations informatiques
Le O macron cédille peut être représenté avec les caractères Unicode suivants : 
- précomposé et normalisé NFC (latin étendu A, diacritiques) :

| formes    | représentations | chaînes de caractères | points de code | descriptions                                         |
| --------- | --------------- | --------------------- | -------------- | ---------------------------------------------------- |
| capitale  | Ō̧               | Ō◌̧                    | U+014C U+0327  | lettre majuscule latine o macron diacritique cédille |
| minuscule | ō̧               | ō◌̧                    | U+014D U+0327  | lettre minuscule latine o macron diacritique cédille |

- décomposé et normalisé NFD (latin de base, diacritiques) :

| formes    | représentations | chaînes de caractères | points de code       | descriptions                                              |
| --------- | --------------- | --------------------- | -------------------- | --------------------------------------------------------- |
| capitale  | Ō̧               | O◌̧◌̄                   | U+004F U+0327 U+0304 | lettre majuscule o diacritique cédille diacritique macron |
| minuscule | ō̧               | o◌̧◌̄                   | U+006F U+0327 0304   | lettre minuscule o diacritique cédille diacritique macron |

## Sources
- Bibliothèque nationale de France, « Translittération du grec », sur Kitcat : portail d’aide au catalogage de la BnF
- (en) Stanley E. Porter, Jeffrey T. Reed et Matthew Brook O’Donnell, Fundamentals of New Testament Greek, Grand Rapids, William B. Eerdmans Publishing Company, 2010 (ISBN 978-0-8028-2827-9, lire en ligne)